# Lijst van premiers van Sierra Leone
Hieronder staat een chronologische lijst van premiers van Sierra Leone.

## Premiers van Sierra Leone (1954-1978)
| Premier                                             | Ambtstermijn                   | Partij |
| --------------------------------------------------- | ------------------------------ | ------ |
| Milton Margai (1895-1964) (tot 1958 chief minister) | 1954-1964                      | SLPP   |
| Albert Margai (1910-1980)                           | 1964-1968                      | SLPP   |
| Siaka Probyn Stevens (1x) (1905-1988)               | 21 maart 1968 (enkele minuten) | APC    |
| David Lansana                                       | maart 1968                     | Mil.   |
| Ambrose Patrick Genda                               | maart 1968                     | Mil.   |
| Andrew Terence Juxon-Smith                          | 1967-1968                      | Mil.   |
| Patrick Conteh                                      | april 1968                     | Mil.   |
| Siaka Probyn Stevens (2x) (1905-1988)               | 1968-1971                      | APC    |
| Sorie Ibrahim Koroma                                | 1971-1975                      | APC    |
| Christian Alusine Kamara-Taylor                     | 1975-1978                      | APC    |

## Afkortingen
- APC = All People's Congress (Volkscongres, socialistisch)
- RUF = Revolutionary United Front (Revolutionair Verenigd Front, aanhangers van Sankoh en Sessay)
- SLPP = Sierra Leone People's Party (Sierra Leone Volkspartij, centristisch, democratisch)
- n/p = partijloos
- Mil. = Militair